# Nausithoe picta
Nausithoe picta är en manetart som beskrevs av Agassiz och Mayer 1902. Nausithoe picta ingår i släktet Nausithoe och familjen Nausithoidae. Inga underarter finns listade i Catalogue of Life.